# Johann Jakob Schaub
Johann Jakob Schaub (* 21. Dezember 1828 in Itingen; † 18. August 1910 in Gelterkinden) war ein Schweizer Lehrer und Heimatkundler.

## Leben
Schaub, Sohn eines Posamenters und Tauners, arbeitete nach dem Besuch des von Augustin Keller geleiteten Seminars Wettingen als Volksschullehrer in Thürnen (1850), Arisdorf (1851–1854), Itingen (1864–1871) und Gelterkinden (1854–1864, 1871–1910). Dabei wurde er zu einer im ganzen oberen Kantonsteil bekannten Lehrerpersönlichkeit. In Gelterkinden erteilte er auch Französisch- und Geigenunterricht, bekleidete das Amt des Gemeindeschreibers und verfasste eine Heimatkunde des Ortes. 1882 gehörte er dem Gründungskomitee zur Herausgabe der Zeitung „Volksstimme von Baselland“ an.